# Bokelan
Bokelan (weitere Bezeichnung: Bogelan, Boklang Island, Bwokwlang) ist ein winziges Motu des Likiep-Atolls der pazifischen Inselrepublik Marshallinseln.

## Geographie
Bokelan liegt zwischen der Northwest Passage (Hokusei) bei Ronglap und der Südwestspitze des Atolls bei Kapenor im westlichen Riffsaum des Likiep-Atolls. Die Insel ist unbewohnt.